# Корпела, Эва
Эва Корпела (швед. Eva Korpela) — бывшая шведская биатлонистка, чемпионка мира, двукратная обладательница Кубка мира. Выступала за сборную своей страны в 80-х годах XX века. В сезонах 1985/1986 и 1986/1987 Эва Корпела завоевала два Кубка мира, а в сезоне 1984/1985 была в шаге от этого, проиграв тогда его норвежской биатлонистке Санне Грёнлид. На домашнем чемпионате мира 1986 года в Фалуне завоевала золотую медаль в индивидуальной гонке.